# Адоптивный ритуал

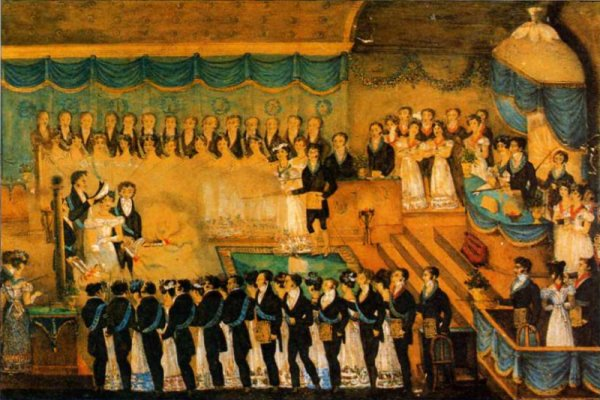
Присоединение к адоптивной ложе

Адоптивный ритуал был одним из масонских ритуалов, который появился во Франции в 18 веке. Он практиковался в ложах, известных как адоптивные ложи, и представлял собой так называемое масонство для женщин, чьи ритуалы отличались от принятых в мужских ложах. Легенды градусов и символизм ритуала были основаны не на строительстве храма, а на тематике женских персонажей в истории религии. Использование перчаток и запона в ритуале было сохранено.

## Градусы ритуала
1. Вавилонская башня
2. Райский сад
3. Всемирный потоп[3]

## Адоптивный ритуал в ВЖЛФ

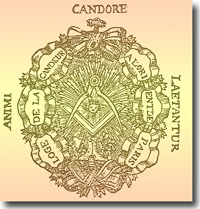
Символ адоптивных лож

Этот ритуал был изначальным ритуалом «Великой женской ложи Франции» (ВЖЛФ), основанной в 1945 году, как союз женщин-масонов Франции. ВЖЛФ отказалась от «Адоптивного ритуала» в 1959 году в пользу Древнего и принятого шотландского устава. Некоторые члены ВЖЛФ были против этого изменения, и когда в 1977 году к ВЖЛФ присоединилась ложа «Космос», то она возобновила работы по Адоптивному ритуалу. С тех пор ложа «Космос» остаётся единственной ложей в мире, которая продолжает работать по этому ритуалу.

## Дополнительные градусы
Различные и специфические системы дополнительных степеней были добавлены после трёх символических градусов. До сих пор нет никаких подтверждений того, что элементы ритуалов из каких-либо дополнительных степеней вообще использовались в общей системе Адоптивного ритуала. Один из ритуалов, основанный на легенде о Царице Савской, под названием «Принцесса Короны», был самым высшим градусом в 10-градусной системе, используемой в конце 18 века.